# Odet (Clavier)
Odet orthographié aussi Ôdet est un hameau belge de la commune de Clavier situé en Région wallonne dans le sud-ouest du Condroz liégeois.
Avant la fusion des communes de 1977, Odet faisait partie de la commune de Bois-et-Borsu.

## Situation
Odet est implanté le long d'un tige du Condroz entre le village de Bois-et-Borsu et les quelques fermes du petit hameau de Fontenoy à une altitude avoisinant les 300 m. Le hameau est entouré de prairies et de champs cultivés.

## Description
Il s'agit d'un hameau rural se composant initialement de fermes et fermettes souvent bâties en pierre calcaire. Quelques exploitations agricoles y sont d'ailleurs toujours présentes.